# Užok
Užok (ukrajinsky Ужок, polsky Użok, maďarsky Uzsok) je obec v územní komunitě (hromadě) Stavne v okresu Užhorod na Zakarpatské Ukrajině. V roce 2025 zde žilo 772 obyvatel.

## Geografie
Obec leží v údolí řeky Uh na úpatí Užockého průsmyku. Nedaleko obce vede železnice spojující Užhorod a Lvov. Území obce je na území Užanského národního parku.

## Historie
První písemná zmínka o obci pochází z roku 1582. V roce 1894 byl Užok napojen na železniční síť. Během 1. světové války se v blízkosti Užoku odehrávaly těžké boje. Jsou zde hromadné hroby vojáků, kteří padli v bojích o Užocký průsmyk.
Do roku 1918 byla obec součástí Rakousko-Uherska, pak se stala součástí Československa. V roce 1921 zde žilo 1006 obyvatel, z toho 57 Čechoslováků, 787 Rusínů, 8 Maďarů, 88 Židů, 17 Němců a 5 Poláků. Za první republiky zde byla četnická stanice a poštovní úřad. V roce 1939 byla obec anektována Maďarskem, po druhé světové válce byla připojena k Ukrajinské sovětské socialistické republice, která byla součástí Sovětskému svazu. Po jeho rozpadu se stala součástí Ukrajiny.

## Pamětihodnosti

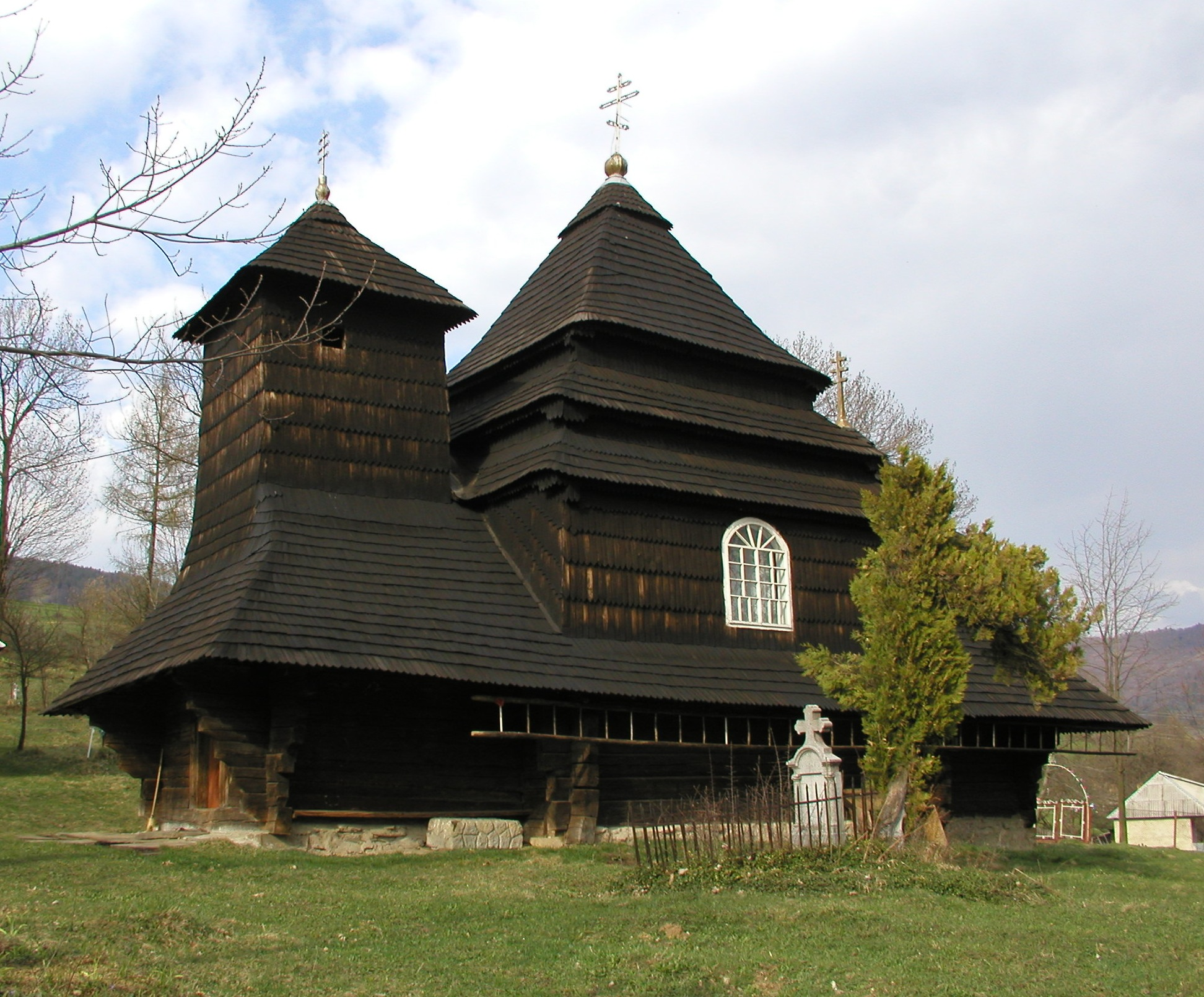
dřevěný kostel Sv. archanděla Michaela

- Hlavní pamětihodností vesnice je dřevěná cerkev svatého Michala Archanděla, dokončená v roce 1745. V roce 2010 byla spolu s dalšími dřevěnými kostely na Ukrajině a v Polsku navržena k zapsání do Seznamu světového dědictví UNESCO.[4] V roce 2023 pak byla do tohoto seznamu zapsána.[5]
- Vojenský hřbitov z 1. světové války (architekt: József Lamping).[6]
- Pomník vojákům Rudé armády, kteří padli v bojích o Užhočský průsmyk v říjnu 1944.